# Záhony
Záhony là một thành phố thuộc hạt Szabolcs-Szatmár-Bereg, Hungary. Thành phố này có diện tích 6,87 km², dân số năm 2010 là 4160 người, mật độ 606 người/km².